# داینتر
داینتر (به هلندی: Dinther) یک روستا و شهرستان در هلند است که در برن‌هیزه واقع شده‌است. داینتر ۴٬۸۱۸ نفر جمعیت دارد.